# Кобызев, Роман Валерьевич
Роман Валерьевич Кобызев (род. 16 июня 1970, Минеральные Воды, Ставропольский край, РСФСР, СССР) — российский серийный убийца, совершивший в период с 1996 по 1997 год и в 2014 году 6 убийств на территории Ставрополья и Краснодарского Края. Разоблачение Кобызева произошло только лишь в 2014 году. Расследование его преступлений велось на протяжении почти двух десятилетий. Помимо оперативно-следственной группы и сотрудников милиции, к поиску преступника были подключены и другие подразделения УВД, вплоть до управления по борьбе с организованной преступностью, но Кобызеву удавалось уходить от уголовной ответственности, и его личность установить так и не удалось, несмотря на все прилагаемые усилия по его разоблачению. В 2015 году Роман Кобызев был приговорён к пожизненному лишению свободы.

## Биография

### Детство и юность
Роман Кобызев родился 16 июня 1970 года на территории города Минеральные Воды. Уже в раннем детстве Роман начал демонстрировать агрессивное поведение по отношению к окружающим. В школьные годы он заработал репутацию хулигана. Роман подвергал сверстников физическим нападкам и пребывал в состоянии конфликта с администрацией школы, которая постоянно подвергала его дисциплинарным взысканиям за прогулы и низкую успеваемость. После окончания школы Кобызев начал вести маргинальный образ жизни и злоупотреблять алкогольными напитками. В конце 1980-х он был осуждён за нападение, сопряжённое с разбоем. В начале 1990-х годов Роман Кобызев вышел на свободу, после чего женился на девушке по имени Эльвира, которая родила ему двоих детей. Однако несмотря на это, Кобызев продолжал вести маргинальный образ жизни, зарабатывая на жизнь кражами и подолгу нигде не работая.

### Серия убийств (1996—1997)
Вечером 7 декабря 1996 года в районе старого железнодорожного переезда города Минеральные Воды Кобызев вместе с двумя сообщниками встретил 38-летнюю Валентину Тимашеву, которая направлялась домой с работы. Кобызев предложил женщине принять участие в совместном распитии алкогольных напитков, на что она ответила согласием. Через некоторое время Тимашева попыталась покинуть компанию Кобызева, но не смогла этого сделать, так как находилась в состоянии сильного алкогольного опьянения, после сообщники Кобызева избили Тимашеву, а он, вооружившись обрезком металлической трубы, нанёс ей несколько ударов по голове, от которых она скончалась на месте.
Через три дня, 10 декабря 1996 года, Кобызев на одной из улиц Краснодара вместе с сообщником по имени Расул предложил ранее незнакомому ему 28-летнему Анатолию Сидоренко принять участие в распитии алкогольных напитков, на что Сидоренко ответил согласием. В ходе распития водки между Кобызевым и Сидоренко произошёл конфликт, в ходе которого он убил Сидоренко ударом кирпича в затылок, после чего вместе с Расулом покинул город.
26 декабря 1996 года Кобызев, испытывая материальные трудности, решил вместе с сообщником Расулом совершить кражу в одном из домовладений города Минеральные Воды, где 59-летний Анатолий Зелепукин сдавал местным торговцам в аренду один из своих сараев для хранения товара. Явившись в дом Зелепукина, Кобызев потребовал хозяина дома добровольно отдать ему имущество торговцев, но получил отпор, после чего ударом ножа убил Зелепукина и похитил с территории его домовладения 15 сумок с вещами на сумму более 3 миллионов неденоминированных рублей.
Днем 11 февраля 1997 года Кобызев решил совершить кражу в доме торговца автозапчастей на территории города Пятигорск. Дождавшись, когда мужчина покинет дом и отправится на работу, Кобызев вместе с Расулом проник в дом, где обнаружил 63-летнюю хозяйку домовладения по имени Полина. После того, как Кобызев и Расул в ходе поиска на территории дома обнаружили деньги и ряд других вещей, представляющих материальную ценность, 63-летняя Полина совершила попытку побега. Ей удалось выбежать из дома на улицу, где она принялась взывать о помощи, но Кобызев быстро её догнал и убил, нанеся ей 4 удара ножом в область живота и спины.

### Другие преступления и судимости
В период с конца 1997 по 2013 год Роман Кобызев несколько раз подвергался уголовной ответственности и был осуждён по различным обвинениям, в том числе в 2007 году — к 5,5 годам лишения свободы по обвинению в умышленном причинении тяжкого вреда здоровью, но в числе подозреваемых в совершении серийных убийств он не числился. В середине 2013 года Кобызев в очередной раз вышел на свободу и вернулся в Минеральные Воды. Во время пребывания в тюремном заключении  Кобызев развёлся со своей женой, вследствие чего после освобождения в конце 2013 года начал сожительствовать с ранее ему знакомой 49-летней Мариной.

### Двойное убийство (2014)
В этот период Кобызев имел трудности с трудоустройством и много свободного времени проводил в компании друзей, где они употребляли алкогольные напитки. 26 февраля 2014 года между Кобызевым, его сожительницей Мариной и её 70-летней матерью Светланой начался конфликт, в ходе которого Роман сильно избил Марину. Днём 25 мая 2014 года Кобызев снова поссорился с обеими женщинами из-за малозначительного повода, после чего в ходе ссоры нанес 70–летней Светлане 3 удара ножом в грудь и шею, от которых она скончалась на месте, а сожительнице Марине – один удар ножом в живот. После получения ранения сожительница сумела покинуть квартиру и добраться до ближайшего магазина, сотрудники которого позвонили в полицию. Сожительница Кобызева была доставлена в больницу, где ей была оказана медицинская помощь, однако из-за осложнений ранения женщина вскоре умерла.

### Арест, следствие и суд
Роман Кобызев был арестован в тот же день. При аресте он не оказал сопротивления сотрудникам правоохранительных органов, в ходе допросов выразил желание сотрудничать со следствием и признался в убийствах, совершённых им в 1996—1997 годах. Его показания были подтверждены его сообщником по имени Расул, местонахождение которого было обнаружено в ходе следственно-оперативных действий. Родственники жертв после разоблачения Кобызева впоследствии обвинили полицию в небрежном расследовании. Следователи первого отдела управления по расследованию особо важных дел ГСУ СК РФ по СКФО признали, что частично из-за небрежности имеющие много общего преступления Кобызева долго не объединяли в одно расследование, но пояснили это снижением интереса к результатам служебно-оперативной деятельности и последствиями социально-экономической обстановки в России в начале — середине 1990-х годов, выразившимися в отсутствии необходимого оборудования для проведения различных криминалистических экспертиз, в том числе генетические исследования.
22 октября 2015 года Роман Кобызев был признан виновным по всем инкриминируемым ему обвинениям и получил в качестве уголовного наказания пожизненное лишение свободы. В ходе расследования было установлено, что его сообщник Расул не был причастен к убийствам, после чего уголовное дело в отношении него было закрыто за истечением срока давности, и он был отпущен на свободу.

## В массовой культуре
- Документальный фильм «Охота на зверя. Серийный убийца Роман Кобызев» из цикла «Выводы следствия»[2][3]